# James von Wilpert
James Alexander von Wilpert, Pseudonym James Pritwel (* 10. Januar 1835 in Siuxt; † 18. Mai 1926 in Mitau) war ein deutsch-baltischer Arzt und medizinischer Schriftsteller.

## Leben

### Herkunft und Familie
James von Wilpert stammte aus der deutsch-baltischen Gelehrtenfamilie von Wilpert Er war der jüngste Sohn des Pastors in Siuxt und späteren Generalsuperintendenten von Kurland Carl Ludwig Wilpert und dessen Frau Eleonore, geb. von Brunnow (1794–1846).
James von Wilpert war zwei Mal verheiratet. Die Ehe mit Frau Pauline, geb. Reinhold aus Dorpat (1840–1886) wurde geschieden. In zweiter Ehe war er verheiratet mit Marie, geb. Weber. Aus der ersten Ehe hatte er drei Söhne:
- Victor von Wilpert (1861–1936), Lehrer und Historiker (Geschichte des Herzogtums Kurland)
- Richard von Wilpert (1862–1918), Lehrer und Schriftsteller, Staatsrat

Gero von Wilpert war sein Urenkel.

### Werdegang
Zusammen mit seinen zahlreichen Geschwistern und Kindern der umliegenden Güter wurde er von Hauslehrern im Pastorat Siuxt unterrichtet. Nach bestandenem Aufnahme-Examen studierte er von 1853 bis 1858 Humanmedizin an der Kaiserlichen Universität Dorpat. Wie seine Brüder wurde er in der 1808 unter anderem von seinem Onkel Johann Christian (1790–1870) mitbegründeten Studentenverbindung Curonia aktiv.
Am 9. Juni 1858 wurde er zum Dr. med. promoviert. Er praktizierte von 1858 bis 1861 in Durben, von 1861 bis 1864 in Siuxt und von 1864 bis 1869 in Siffegal. Von 1869 bis 1875 war er in Windau als Stadtarzt tätig. 
1875 ging er an die Universität Breslau, um Zahnheilkunde zu studieren. Er praktizierte dann als Zahnarzt von 1875 bis 1886 in Riga und von 1886 bis 1888 in Mitau. 
Ab 1888 lebte er als Privatmann in Riga, dann ab 1896 in Birkenruh (lett. Bērzaine) am Stadtrand von Wenden. 1898 veröffentlichte er im Verlag von Max Spohr in Leipzig kurz nacheinander drei Schriften, die die damalige Sexualmoral zu Fragen der Ehe, der Homosexualität (des dritten Geschlechts) und der Prostitution in Frage stellten. Für eine Zeitlang zog er danach zu seinem Sohn Richard nach Cherson, dann wieder zurück nach Kurland.

## Werke
- Krankheiten des Mundes und der Zähne. Riga 1879.
- Der Einfluss der Cultur auf die Zahnverderbniss (Caries). Riga 1883
- (als James Pritwel): Durch Geschick zum Glück. Eine Novelle aus vergangener Zeit. Riga: Kymmel 1888 (Digitalisat)
- Die Ehe der Zukunft. Leipzig: Spohr 1898
- Das Recht des dritten Geschlechts. Leipzig: Spohr 1898
- Der Herr der Schöpfung  und das gefallene Weib. Ein Appell an die Gerechtigekeit Leipzig: Spohr 1898.